# Cabildo insulaire
Pour les articles homonymes, voir Cabildo.
Un cabildo insulaire ou chapitre insulaire (Cabildo Insular en espagnol) est une entité administrative espagnole qui n'existe plus, dans sa forme moderne, qu'aux îles Canaries. Ce sont des administrations locales insulaires, présentes sur les îles de El Hierro, Fuerteventura, Gran Canaria, Lanzarote, La Gomera, La Palma et Tenerife.

## Présentation

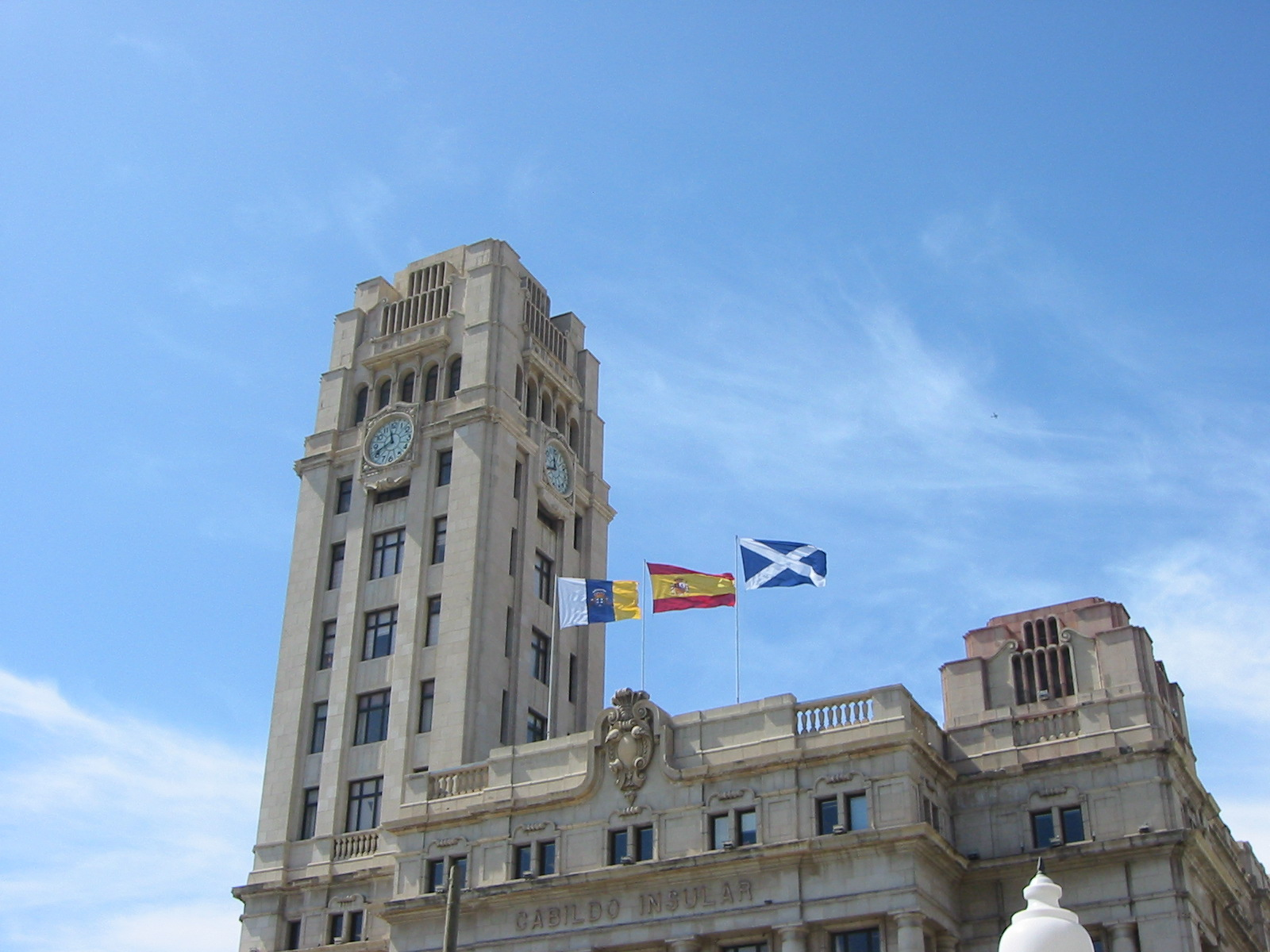
Édifice du Cabildo de Tenerife

Ses membres sont élus au suffrage universel direct des citoyens de chaque île. La tête de la liste majoritaire occupe automatiquement la présidence du cabildo, bien qu'elle puisse être renversée ensuite par une motion de censure.

## Histoire
Ils sont créés par une loi de 1912 et constitués à partir de 1913. Leur modèle s'inspire des cabildos et conseils de gouvernement de la monarchie espagnole des îles Canaries et d'Amérique, où ils se sont maintenus jusqu'à la décolonisation au XIXe siècle.
Durant la dictature de Franco, leurs membres etaient nommés et leurs fonctions limitées à l'administration insulaire sur les questions de santé publique ou de voirie.
Depuis le retour de la démocratie, après 1975, les cabildos assument des responsabilités de plus en plus étendues dans les domaines du tourisme, du sport, de l'industrie, de l'eau potable, de la chasse et de la pêche, des musées, des plages, des transports publics et de l'aménagement du territoire. Ils peuvent enfin lever des impôts. Ces changements sont renforcés dans les années 1990 avec des transferts de compétences de la part du gouvernement des Canaries.
Ce sont aujourd'hui les institutions publiques de référence dans chacune des îles, comme de véritables gouvernements insulaires.
Tous les cabildos sont regroupés dans la Fédération canarienne des îles (FECAI).

## Organisation interne
Chaque Cabildo se compose des organes suivants :
- Présidence
- Pleno
- Conseil de gouvernement
- Commissions informatives
- Junte